# Giftas (film, 1926)
Giftas är en svensk dramafilm från 1926 i regi av Olof Molander.

## Om filmen
Filmen premiärvisades 1 mars 1926. Inspelningen av filmen utfördes i Filmstaden Råsunda med exteriörer från Nynäshamns farvatten och Restaurang Royal i Stockholm  av Gustav A. Gustafson, För de animerade avsnitten svarade Arvid Olson. Som förlaga har man August Strindbergs novell Ett dockhem som ingår i Strindbergs första Giftas-samling, som utgavs 1884. En annan novell, Mot betalning ur Giftas II filmades 1955 i regi av Anders Henrikson, se Giftas.

## Rollista
- Olof Winnerstrand – Paul Rosenkrans, kapten
- Tora Teje – Signe Rosenkrans, hans hustru
- Hilda Borgström – Annie Behrman, kvinnosakskvinna
- Margit Manstad – damen från tåget
- Uno Henning – löjtnant
- Mona Geijer-Falkner – Annies hushållerska
- Einar Axelsson – student